# 世界プロフィギュア選手権
世界プロフィギュア選手権（World Professional Figure Skating Championships）はプロ選手のフィギュアスケート競技会。

## 概要
- 世界プロフィギュア選手権は、往年の名選手であるディック・バトンが中心となり、1973年に男女シングルとペアの3競技で開催された。
- 1980年からは2つのチームによる団体戦となり通年開催となった。
- 1983年からは男女シングル・ペア・アイスダンスと団体戦が行われた。
- 1986年以降は団体戦を廃止し、男女シングル・ペア・アイスダンスの4競技となる。
- 2001年からスケーターズ・チャンピオンシップと改称。
- 2003年以降、開催されていない。

## 歴代優勝者
| 年   | チーム      | 男子シングル             | 女子シングル           | ペア                                              | アイスダンス                                        |
| ---- | ----------- | ------------------------ | ---------------------- | ------------------------------------------------- | --------------------------------------------------- |
| 1973 | -           | ロナルド・ロバートソン   | ジャネット・リン       | リュドミラ・ベルソワ and オレグ・プロトポポフ     | -                                                   |
| 1980 | [ 1 ]       | -                        | -                      | -                                                 | -                                                   |
| 1981 | "All Stars" | -                        | -                      | -                                                 | -                                                   |
| 1982 | "Pro Stars" | -                        | -                      | -                                                 | -                                                   |
| 1983 | [ 4 ]       | チャールズ・ティックナー | ジャネット・リン       | リュドミラ・ベルソワ and オレグ・プロトポポフ     | Lorna Wighton and John Dowding                      |
| 1984 | [ 5 ]       | スコット・ハミルトン     | ドロシー・ハミル       | バーバラ・アンダーヒル and ポール・マルティーニ   | ジェーン・トービル and クリストファー・ディーン     |
| 1985 | [ 6 ]       | ロビン・カズンズ         | ドロシー・ハミル       | タイ・バビロニア and ランディ・ガードナー         | ジェーン・トービル and クリストファー・ディーン     |
| 1986 | -           | スコット・ハミルトン     | ドロシー・ハミル       | バーバラ・アンダーヒル and ポール・マルティーニ   | キャロル・フォックス and リチャード・ダレイ         |
| 1987 | -           | ロビン・カズンズ         | ドロシー・ハミル       | バーバラ・アンダーヒル and ポール・マルティーニ   | キャロル・フォックス and リチャード・ダレイ         |
| 1988 | -           | ゲイリービーコム         | デヴィ・トーマス       | バーバラ・アンダーヒル and ポール・マルティーニ   | ジュディ・ブルンバーグ and マイケル・シーバート     |
| 1989 | -           | ブライアン・ボイタノ     | デヴィ・トーマス       | バーバラ・アンダーヒル and ポール・マルティーニ   | トレイシー・ウィルソン and ロバート・マッコール     |
| 1990 | -           | ブライアン・ボイタノ     | デニス・ビールマン     | バーバラ・アンダーヒル and ポール・マルティーニ   | ジェーン・トービル and クリストファー・ディーン     |
| 1991 | -           | ブライアン・ボイタノ     | デヴィ・トーマス       | エカテリーナ・ゴルデーワ and セルゲイ・グリンコフ | ナタリア・ベステミアノワ and アンドレイ・ブキン     |
| 1992 | -           | ブライアン・ボイタノ     | クリスティー・ヤマグチ | エカテリーナ・ゴルデーワ and セルゲイ・グリンコフ | ナタリア・アンネンコ and ゲンリフ・スレテンスキー   |
| 1993 | -           | ポール・ワイリー         | 伊藤みどり             | バーバラ・アンダーヒル and ポール・マルティーニ   | ナタリア・アンネンコ and ゲンリフ・スレテンスキー   |
| 1994 | -           | ブライアン・ボイタノ     | クリスティー・ヤマグチ | エカテリーナ・ゴルデーワ and セルゲイ・グリンコフ | マイア・ウソワ and アレクサンドル・ズーリン         |
| 1995 | -           | カート・ブラウニング     | 佐藤有香               | ラトカ・コヴァジーコヴァー and レネ・ノヴォトニー | ジェーン・トービル and クリストファー・ディーン     |
| 1996 | -           | カート・ブラウニング     | クリスティー・ヤマグチ | エレーナ・ベチケ and デニス・ペトロフ             | ジェーン・トービル and クリストファー・ディーン     |
| 1997 | -           | カート・ブラウニング     | クリスティー・ヤマグチ | ラトカ・コヴァジーコヴァー and レネ・ノヴォトニー | レネー・ロカ ゴーシャ・サー                         |
| 1998 | -           | アレクセイ・ヤグディン   | ミシェル・クワン       | オクサナ・カザコワ and アルトゥール・ドミトリエフ | マイア・ウソワ and エフゲニー・プラトフ             |
| 1999 | -           | アレクセイ・ウルマノフ   | タラ・リピンスキー     | エレーナ・レオノワ and アンドレイ・コワルコ       | エリザベス・プンサラン and ジェロード・スワロー     |
| 2000 | -           | フィリップ・キャンデロロ | 佐藤有香               | エレーナ・レオノワ and アンドレイ・コワルコ       | エリザベス・プンサラン and ジェロード・スワロー     |
| 2001 | -           | イリヤ・クーリック       | 佐藤有香               | オクサナ・カザコワ and アルトゥール・ドミトリエフ | アンジェリカ・クリロワ and オレグ・オフシアンニコフ |
| 2002 | -           | アレクセイ・ヤグディン   | 佐藤有香               | ジェイミー・サレー and デヴィッド・ペルティエ     | マリナ・アニシナ and グウェンダル・ペーゼラ         |

1. ↑  レークプラシッド五輪スターチーム：リンダ・フラチアニ、渡部絵美、ロビン・カズンズ、チャールズ・ティックナー、タイ・バビロニア & ランディ・ガードナー、クリスチナ・レゲーツィ & アンドラーシュ・シャライ
2. ↑  1981オールスターズ：ドロシー・ハミル、ジャネット・リン、ジョン・カリー、トーラー・クランストン、リュドミラ・ベルソワ & オレグ・プロトポポフ、アリシア・スターバック & ケニス・シェリー
3. ↑  1982プロスターズ：ジャネット・リン、リンダ・フラチアニ、ドナルド・ジャクソン、チャールズ・ティックナー、タイ・バビロニア & ランディ・ガードナー、The Bezics、クリスチナ・レゲーツィ & ケニス・シェリー
4. ↑  1983 team winners: ドロシー・ハミル、ディアンネ・デ・レーブ、トーラー・クランストン、John Carlow、リュドミラ・ベルソワ & オレグ・プロトポポフ、アリシア・スターバック & ケニス・シェリー、Wighton & Dowding
5. ↑  1984 team winners: ロザリン・サムナーズ、エレイン・ザヤック、スコット・ハミルトン、ノルベルト・シュラム、キティ・カルザース & ピーター・カルザース、バーバラ・アンダーヒル & ポール・マルティーニ、ジェーン・トービル & クリストファー・ディーン、キャロル・フォックス & リチャード・ダレイ
6. ↑  1985 team winners: ドロシー・ハミル、リンダ・フラチアニ、ロビン・カズンズ、リュドミラ・ベルソワ & オレグ・プロトポポフ、タイ・バビロニア & ランディ・ガードナー、ジュディ・ブルンバーグ & マイケル・シーバート